# Pål Tyldum
Pål Bjarne Tyldum (* 28. března 1942, Høylandet) je bývalý norský běžec na lyžích.
Je držitelem pěti olympijských medailí, z toho dvě jsou individuální: Na olympijských hrách v Sapporu roku 1972 vyhrál závod na 50 kilometrů a na stejných hrách bral stříbro v závodě na 30 kilometrů. Krom toho má tři cenné kovy ze štafet: zlato z Grenoblu 1968, stříbro ze Sappora a další stříbro z Innsbrucku 1976. Na této olympiádě byl rovněž vlajkonošem norské výpravy. Jeho nejlepší individuální výsledek na mistrovství světa přišel v roce 1970, kdy se v závodě na 30 kilometrů umístil na čtvrtém místě. Původním povolám byl lesník a zeměměřič. Po skončení závodní kariéry se vrátil do svého rodiště a stal se farmářem.